# حوافلة (ماوية)

تعديل مصدري - تعديل

حوافله  هي إحدى قرى مديرية ماوية بمحافظة تعز اليمنية، بلغ تعداد سكانها 994 نسمة حسب التعداد السكاني في اليمن في 2004.